# Hüttenbrandberg

Lage des unbenannten Hüttenbrandberges (Höhe 943 m)

Der Hüttenbrandberg oder kurz Hüttenbrand ist mit einer Höhe von 943 m ü. NHN einer der über 900 Meter hohen Berge des Erzgebirges in unmittelbarer Nähe von Rolava (Sauersack) in Tschechien. Er trägt heute im Tschechischen keine Bezeichnung.

## Lage und Umgebung
Der Hüttenbrandberg befindet sich im tschechischen Teil des Erzgebirges (tschech.: Krušné hory) am Oberlauf der Rolava. Er liegt unweit der Grenze zum Freistaat Sachsen östlich des alten Früßbußer Passes, der heute nur noch als Waldweg genutzt wird. Der Gipfel des Hüttenbrandberges ist bewaldet. Auf dem Südosthang erstrecken sich die Wiesen von Rolava.